# ニューマーケット (テネシー州)
ニューマーケット（英: New Market）とは、テネシー州ジェファーソン郡にある町である。この町はテネシー州モリスタウン大都市圏の一部である。人口は2000年の国勢調査では1,234人、2010年の国勢調査では1,334人である。

## 地理
ニューマーケットは北緯36度6分6秒 西経83度32分59秒 / 北緯36.10167度 西経83.54972度 (36.101625, -83.549698) に位置している。
アメリカ合衆国国勢調査局によると、この町は総面積2.6平方マイル (6.7 km2)ですべてが陸地である。

## 人口動態
2000年時点の国勢調査では、この都市には1,234人、473世帯および366家族が暮らしている。人口密度は479.2人/mi² (184.7/km²) である。202.3mi² (78.0km²) の平均的な密度に521軒の住宅が建っている。この都市の人種構成は白人92.38%、アフリカン・アメリカン3.89%、ネイティブ・アメリカン0.08%、アジア人0.41%、その他の人種2.11%、混血1.13%、ヒスパニック・ラテン系3.65%である。
この都市に暮らす473世帯のうち、30.2%が18歳未満の子供と一緒に生活しており、61.7%が同居する夫婦、11.2%が夫のいない女性の世帯主、22.6%が非家族世帯である。全世帯のうちの20.7%は単身世帯、10.4%は65歳以上の独身である。世帯の平均構成人数は2.61人、家族の平均構成人数は2.98人である。
この都市の住民は23.9%が18歳未満、8.1%が18歳以上24歳以下、28.7%が25歳以上44歳以下、25.3%が45歳以上64歳以下、14.0%が65歳以上である。中央値年齢は38歳である。女性100人ごとに対して男性は105.0人である。18歳以上の女性100人ごとに対して男性は95.2人である。
この都市の世帯ごとの平均的な収入は$39,583であり、家族ごとの平均的な収入は$45,298である。男性は$29,828に対して女性には$19,900の平均的な収入がある。この都市の一人あたりの収入は$17,439である。家族の約4.3%および人口の5.7%が貧困線以下であり、そのうち3.0%が18歳未満、15.7%が65歳以上である。

## 有名なこと
- 1904年9月24日、ニューマーケット付近で旅客列車2本が正面衝突し、多くの人々が死亡した。様々な文献によると、死者数は54人から113人と様々である[8][9][10]。（en:Lists of rail accidentsも参照。）

- フランシス・ホジソン・バーネット（1849年11月24日 -  1924年10月29日）はイギリス生まれのアメリカ人の劇作家、小説家である。彼女は「秘密の花園」、「小公女」、「小公子」などの童話で最も有名である。彼女は若いころニューマーケットに住んでいた。

- ニューマーケットはハイランダー研究教育センターの現在の本拠地 (home) である。